# Стефан Кркобабић
Стефан Кркобабић (Београд 23. фебруара 1989) је српски политичар. Један је од потпредседника странке Партија уједињених пензионера, пољопривредника и пролетера Србије — Солидарност и правда.

## Биографија
Похађао је гимназију „Црњански“ у Београду. Касније је уписао студије на Факултету за културу и медије у оквиру Универзитета Мегатренд и стекао је звање дипломираног менаџера за односе са јавношћу. Током студирања, са групом младих и перспективних истомишљеника формирао Удружење грађана “Грађанска права и слободе” које има за циљ промоцију грађанских права и слобода. Свој професионални и радни ангажман започео је 2012. године на позицији Руководиоца новоформираног Сектора за економску политику и развој у Центру за Економску политику, преструктурирање и развој Привредне коморе Београда.
Након остварених и запажених резултата на позицији Руководиоца Сектора на седници Управног одбора Привредне коморе Београда у марту 2013. године, именован је за Секретара Центра за развој малих и средњих предузећа и предузетништва. Остварио је посебан допринос својим радним ангажовањем на даљој промоцији привреде у Граду Београду са посебним акцентом и сарадњом са Заједницом предузетника.
У току 2015. године, изабран је одлуком привредника Града Београда, као најмлађи потпредседник Привредне коморе Београда у историји коморског система Републике Србије са 26 година и посебним задужењима у области развоја социјалног предузетништва. После консолидације коморског система у Републици Србији, у јануару 2017. године постављен је на место заменика директора Привредне коморе Београда – Привредна комора Србије где остаје све до септембра 2018. године.
Након 6 успешних година проведених у коморском систему Србије, оснива привредно друштво које лансира модерну медијско-информативну интернет платформу која има за циљ да брзо и ефикасно информише грађане Републике Србије.
На седници Владе Републике Србије одржане 30. 5. 2019. године од стране Владе Србије изабран је за вршиоца дужности директора Јавног предузећа за развој планинског туризма “Стара Планина” Књажевац, где је за скоро 18 месеци свог мандата успео да модернизује и допринесе квалитетном развоју Јавног предузећа са циљем да се поспеши планиски туризам на простору туристичког центра Јабучко равниште на Старој Планини.
Након последњих одржаних парламентарних избора 21. јуна 2020. године изабран је за народног посланика у 12-том сазиву Народне скупштине Републике Србије на листи Александар Вучић – за нашу децу. Након тога, 22. октобра је изабран за Потпредседника Скупштине РС са 223 гласа подршке народних посланика.
Тренутно је посланик и председник посланичког клуба ПУПС - Солидарност и правда у мандату од 2022. године.

## Награде и признања
- Медаља Дома Грузије
- Повељу Центра за развој Београда
- Крст Вожда Ђорђа Стратимировића